# Jean-Luc Martin-Lagardette
 (avril 2025).
Motif : Sources insuffisantes
- Archive Wikiwix
- Bing
- Cairn
- DuckDuckGo
- E. Universalis
- Gallica
- Google
- G. Books
- G. News
- G. Scholar
- Persée
- Qwant
- (zh) Baidu
- (ru) Yandex
- (wd) trouver des œuvres sur Wikidata

| 1. | Préciser le motif de la pose du bandeau. | Précisez le motif de la pose du bandeau en utilisant la syntaxe suivante : {{admissibilité à vérifier\|date=avril 2025\|motif=remplacez ce texte par le motif}}                                 |
| 2. | Informer les utilisateurs concernés.     | Pensez à avertir le créateur de l'article, par exemple, en insérant le code ci-dessous sur sa page de discussion : {{subst:avertissement admissibilité à vérifier\|Jean-Luc Martin-Lagardette}} |

Jean-Luc Martin-Lagardette est un journaliste et essayiste français,.

## Ouvrages
- L'Information responsable. Un défi démocratique, Paris, éd. Charles Léopold Mayer (ECLM), 2006.
- Le Guide de l'écriture journalistique, éd. La Découverte 2009 (7e édition)
- Voir la conscience, éd. L'Harmattan, 2024.